# Gonocephalus abbotti
Espèce
Gonocephalus abbotti est une espèce de sauriens de la famille des Agamidae.

## Répartition
Cette espèce se rencontre dans les provinces de Pattani, de Trang et de Yala en Thaïlande et au Pahang en Malaisie péninsulaire. 

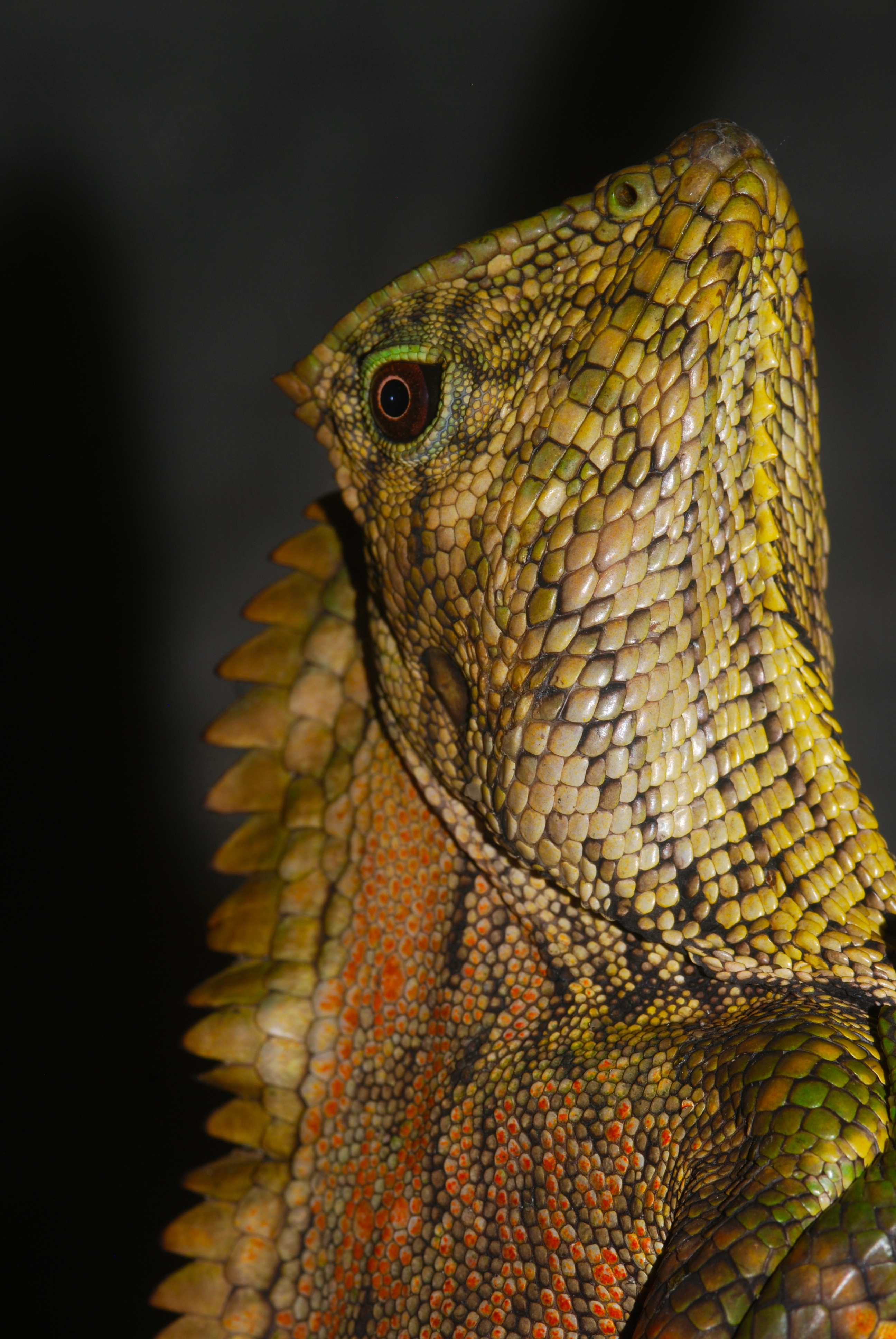
Gonocephalus abbotti mâle

## Étymologie
Cette espèce est nommée en l'honneur de William Louis Abbott.

## Publication originale
- Cochran, 1922 : Description of a new species of agamid lizard from the Malay Peninsula. Proceedings of the United States National Museum, vol. 60, no 2421, p. 1-3 (texte intégral).